# Body Rock
 (juin 2024).
Si vous disposez d'ouvrages ou d'articles de référence ou si vous connaissez des sites web de qualité traitant du thème abordé ici, merci de compléter l'article en donnant les références utiles à sa vérifiabilité et en les liant à la section « Notes et références ».
Pour plus de détails, voir Fiche technique et Distribution.
Body Rock est un film américain réalisé par Marcelo Epstein, sorti en 1984.

## Fiche technique
- Titre original : Body Rock
- Réalisation : Marcelo Epstein
- Scénario : Desmond Nakano et Kimberly Lynn White
- Musique : Sylvester Levay
- Pays de production :  États-Unis
- Sociétés de production : New World Pictures
- Genre : Drame, film musical
- Durée : 94 minutes
- Date de sortie : 28 septembre 1984

## Distribution
- Lorenzo Lamas : "Chilly"
- Vicki Frederick : Claire
- Cameron Dye : "E-Z"
- Michelle Nicastro : Darlene
- Ray Sharkey : Terrence
- Seth Kaufman : Jama
- Rene Elizondo : "Snake"
- Grace Zabriskie : la mère de Chilly

## Distinctions
- 2 prix nommés aux Razzie Awards en 1985 :
  - Pire acteur (Lorenzo Lamas)
  - Pire chanson originale (David Sembello, Michael Sembello et Mark Hudson)